# Jonesville (Virginia)
Jonesville è un comune degli Stati Uniti d'America, situato nello Stato della Virginia, nella contea di Lee, della quale è il capoluogo.